# Schiaccia briaca

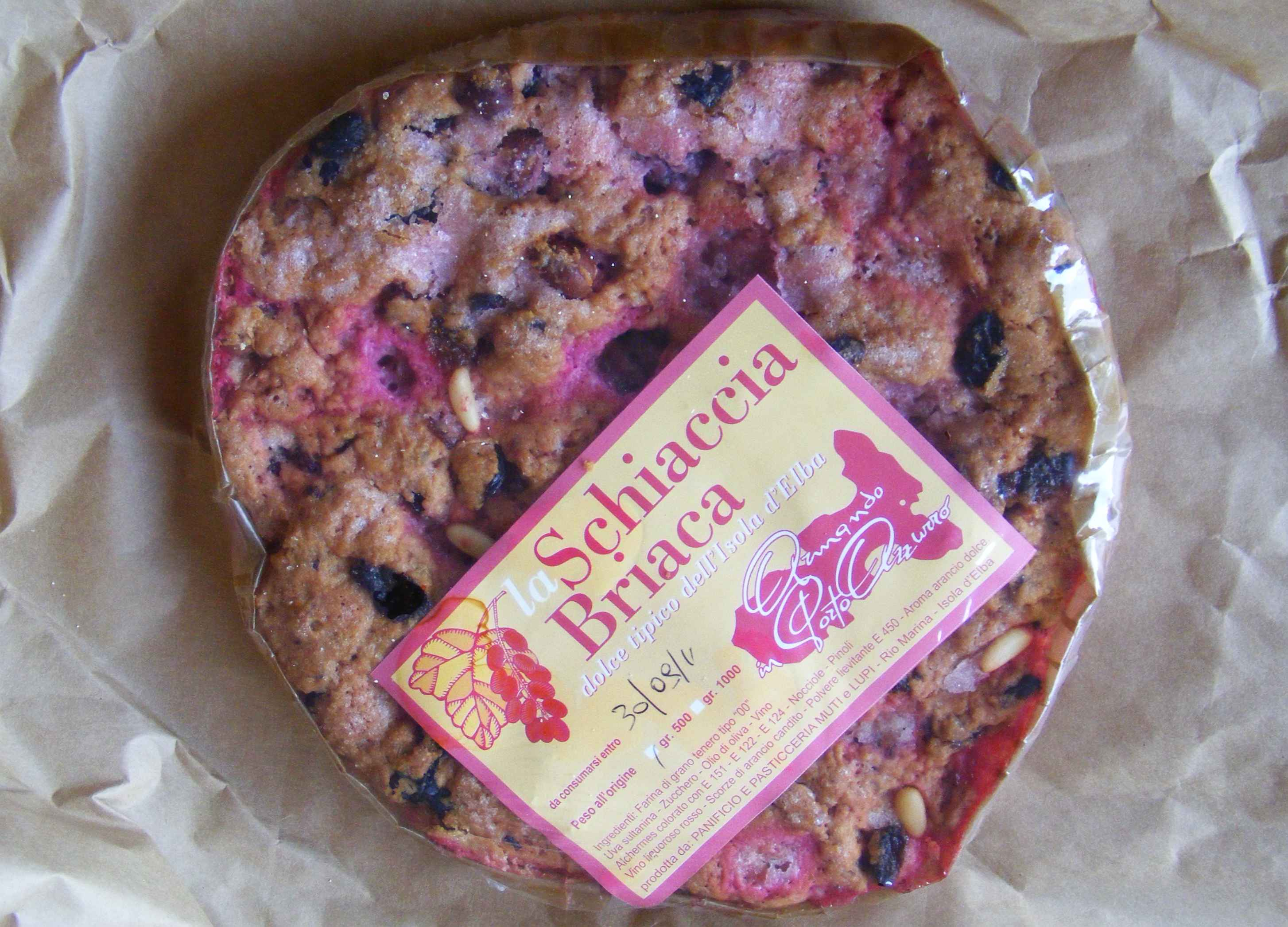
Verpackte Schiaccia briaca

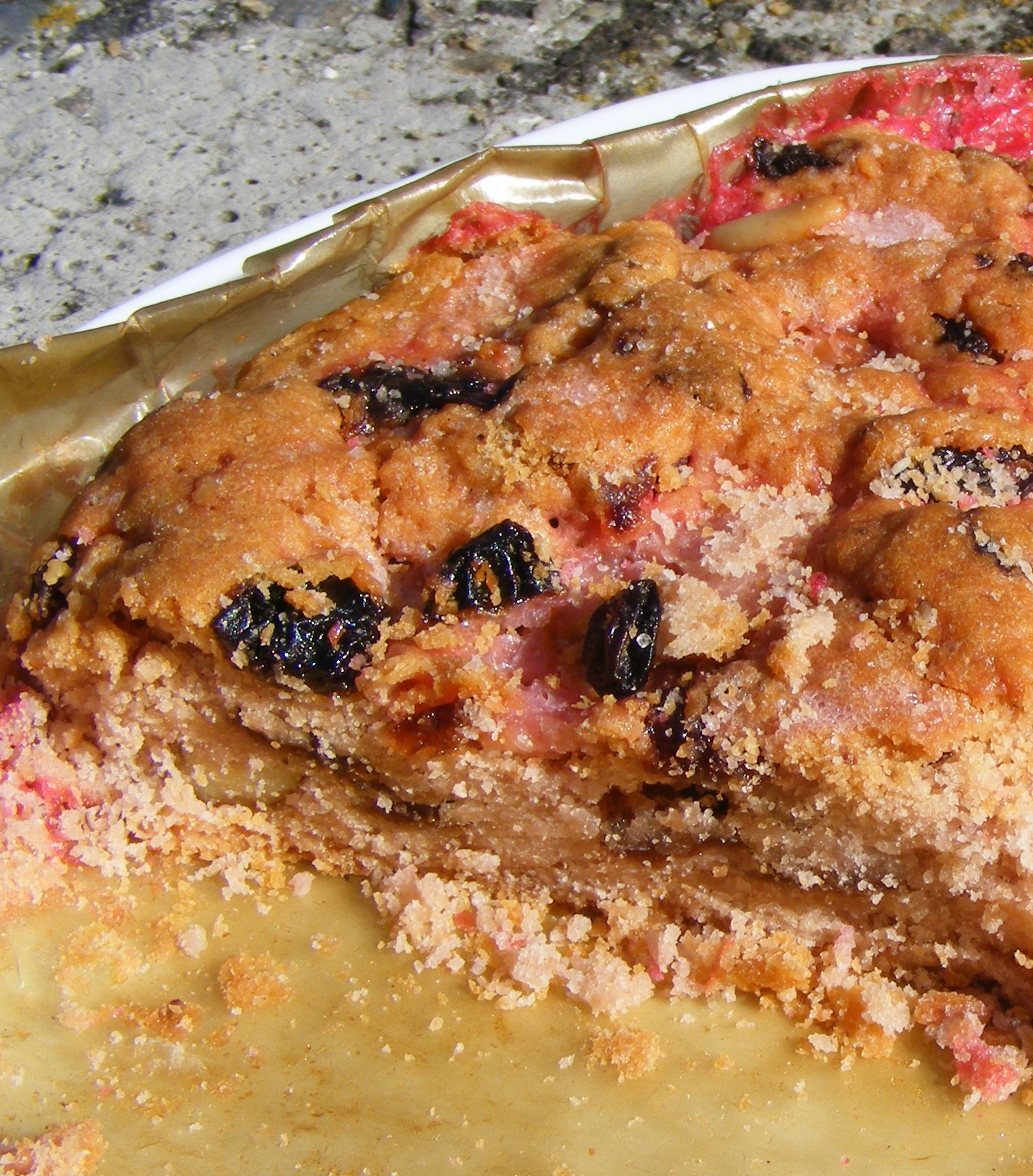
Angeschnittene Schiaccia briaca

Die Schiaccia briaca (italienisch für „betrunkener Fladen“) ist ein für die Bauernküche (cucina povera) der toskanischen Insel Elba typisches Weihnachtsgebäck.
Die Schiaccia briaca ist ein Gebäck aus schwerem Hefeteig, enthält Walnüsse und Sultaninen und wird mit Pinienkernen bestreut. Den Namen, den leicht säuerlichen Geschmack und die typische rosige Farbe erhält der Kuchen vom Aleatico, einem Dessertwein, und dem Alchermes, einem Likör.